# MasterChef (Portugal)
MasterChef Portugal es un programa de televisión gastronómico portugués que busca al mejor cocinero amateur del país. El formato está basado en un espacio de televisión británico de cocina con el mismo título y emitido por BBC desde 1990. La producción del programa corre a cargo de TVI en colaboración con Shine Iberia. Es presentado por Manuel Luís Goucha, acompañado de los chefs Manuel Luís Goucha, Rui Paula y Miguel Vieira Rocha.
La primera temporada se estrenó el 9 de marzo de 2011 y finalizó el 11 de septiembre de 2011, siendo la ganadora Ligia.

## Formato
El programa lleva un formato que consta de pruebas fijas en las que ocurren varios sucesos para tener como resultado una eliminación cada programa.
- Preliminares: De todos los cocineros aficionados que audicionaron en todo el país, cientos son elegidos para cocinar su plato base a los tres jueces. Cada juez prueba el platillo y da su opinión antes de votar "sí" o un "no". Al recibir dos votos "sí" ganan automáticamente un delantal blanco MasterChef.
- La caja misteriosa: Los concursantes recibirán un número de ingredientes con los que deben a hacer un platillo a su gusto. Los concursantes utilizan cualquier cantidad de los ingredientes que desee, y tienen la libertad de omitir los ingredientes que deseen. Una vez que los platos son terminados, los jueces eligen los tres platillos de mejor calidad y uno de ellos debe elegir los ingredientes en la prueba de eliminación.
- Prueba por equipos: Esta prueba se realiza fuera de las cocinas de MasterChef los concursantes se dividen en dos equipos, amarillo y rojo, que consisten en números iguales y se les da una tarea. Los capitanes deberán elegir la receta que van a cocinar y a los concursantes que lo ayuden. Después de completar con todos los platillos, la gente elige que comida fue mejor y el equipo perdedor se tendrá que enfrentar a la siguiente prueba.
- Prueba de eliminación: El equipo ganador observará a sus compañeros que han perdido. El equipo perdedor deberá cocinar la receta indicada por el jurado. El jurado «deliberará» y el dueño/a del «peor» plato abandonará el programa definitivamente.
- Reto creativo: El jurado tendrá que decir qué plato va a ser elaborado por los aspirantes.

## Premios
El ganador se lleva un premio de £ 150.000, un Fiat Fiorino, una beca en el Le Cordon Bleu en Madrid de € 36.000, un libro publicado con sus propias recetas y el trofeo de "MasterChef".
El segundo lugar también una beca en el Le Cordon Bleu en Madrid, pero asistirá a un curso en la cantidad de 5.000 euros.

## Jurado Actual
- Pedro Pena Bastos:[1] Nació en Oporto, pero fue en uno de los mayores hoteles de lujo de la capital portuguesa donde Pedro Pena Bastos ganó su primera Estrella Michelin, con sólo 30 años. A sus 33 años, Pedro Pena Bastos sigue viviendo en la cocina abierta del «CURA» del Hotel Four Seasons Ritz. Para el Chef, esta primera Estrella es «una responsabilidad para el resto de su vida». Es uno de los representantes de la nueva generación de cocineros portugueses y se describe a sí mismo como «organizado y meticuloso». Es partidario de una cocina con identidad, en la que intenta aprovechar los productos de temporada y los productores locales. Pedro Pena Bastos define su cocina como una cocina de recuerdos de su infancia. Casado y padre de un hijo, planifica su vida personal en torno a su vida profesional. Al mismo tiempo, intenta que las cosas sean sencillas en su cocina - «si ya tenemos tres sabores, ¿para qué tener diez?»-, de modo que se pueda dar más valor a los elementos del plato.

- Rui Paula:[2] A sus 57 años, el Chef Rui Paula es una referencia ineludible de la cocina portuguesa moderna. Tiene cuatro restaurantes que ofrecen experiencias gastronómicas muy diferentes: DOC, en el corazón de la región vinícola del Duero, celebra los sabores en un paisaje único; DOP, en el centro histórico de Oporto, invoca recuerdos gastronómicos de colores y texturas; Casa de Chá da Boa Nova, en Leça da Palmeira, galardonado con dos Estrellas Michelin; y el más reciente, Prosa, que reúne sabores portugueses inspirados en la ría de Aveiro, donde se encuentra. Sencillez y sentido del humor son rasgos que destacan en el chef nacido en Oporto. Desde muy pequeño, recibió la influencia de la comida de su abuela materna y de su madre, preparada con productos de la tierra. Este fue el motor que le llevó a abrir su primer restaurante en Alijó en 1994. Allí comenzó a desarrollar una cocina de inspiración tradicional y regional, reveladora de los recuerdos de sus orígenes, a la que añadió un sabor moderno, distintivo y sofisticado. Siempre acompañado por su familia, el chef del norte de Portugal no teme arriesgar y acepta con los brazos abiertos todos los proyectos que se le ofrecen, siempre con la palabra «memoria» marcando cada plato que prepara.

- Juliana Penteado:[3] Juliana Penteado lleva desde 2021 sirviendo sus obras maestras de pastelería en São Bento. A sus 33 años, Juliana Penteado brilla sobre todo en pastelería. Sin embargo, este placer le viene de muy pequeña, cuando a los 12 años asistió a su primer curso de cocina para niños en su Brasil natal. Desde entonces, no ha parado. Todavía en Brasil, fue Chef Ejecutiva de un grupo de excelencia en São Paulo, viajó a Londres, donde completó su Grand Diplôme en Le Cordon Bleu, trabajó en la capital francesa, pero fue Lisboa la ciudad que eligió para fijar su residencia en 2018. Formó parte del equipo de pastelería de 100 Maneiras y, aunque la experiencia fue maravillosa, se dio cuenta de que no era el ambiente de cocina que quería. Así que, recluida, creó su marca -Baru-, que combina dulces con frutas y aceites esenciales, su imagen. Ahora, en São Bento, tiene su propio laboratorio, donde cada semana las producciones son diferentes. Juliana cree que es «haciendo las cosas con amor» como todo sale bien: «Tiene que ver con la energía que cada uno pone en el proceso. No hago las cosas con prisas, no puedo tener ese pensamiento porque todo depende de mí».

## Temporadas
| Temporada | Temporada         | Emisión                                         | Participantes | Episodios | Canal de TV | Ganador(a)       |
| --------- | ----------------- | ----------------------------------------------- | ------------- | --------- | ----------- | ---------------- |
| 1         | Primera Temporada | 9 de julio de 2011 11 de septiembre de 2011     | 13            | 11        | RTP1        | Lígia dos Santos |
| 2         | Segunda Temporada | 8 de marzo de 2014 31 de mayo de 2014           | 15            | 13        | TVI         | Rita Eloi Neto   |
| 3         | Tercera Temporada | 28 de febrero de 2015 6 de junio de 2015        | 15            | 15        | TVI         | Manuel Fernandes |
| 4         | Cuarta Temporada  | 1 de septiembre de 2019 24 de noviembre de 2019 |               | 13        | TVI         | Rúben Silva      |
| 5         | Quinta Temporada  | 20 de noviembre de 2021 26 de febrero de 2022   | 17            | 15        | RTP1        | Teresa Colaço    |
| 6         | Sexta Temporada   | 26 de noviembre de 2022 18 de febrero de 2023   |               | 13        | RTP1        | Rui Lemos        |
| 7         | Séptima Temporada | 18 de noviembre de 2023 17 de febrero de 2024   |               | 14        | RTP1        | Sahima Hajat     |
| 8         | Octava Temporada  | 30 de noviembre de 2024 febrero de 2025         | 30            |           | RTP1        |                  |

### Temporadas Junior
| Temporada | Temporada                | Emisión                                | Participantes | Episodios | Canal de TV | Ganador(a) |
| --------- | ------------------------ | -------------------------------------- | ------------- | --------- | ----------- | ---------- |
| 1         | Primera Temporada Junior | 22 de mayo de 2016 31 de julio de 2016 | 18            | 10        | TVI         | Maria      |
| 2         | Segunda Temporada Junior | 2017                                   |               |           | TVI         |            |

### Temporadas Celebrity
| Temporada | Temporada                   | Emisión | Participantes | Episodios | Canal de TV | Ganador(a) |
| --------- | --------------------------- | ------- | ------------- | --------- | ----------- | ---------- |
| 1         | Primera Temporada Celebrity | 2017    |               |           | TVI         |            |

### Primera temporada
La primera temporada de MasterChef Portugal fue transmitida por RTP1 y estrenada el 9 de julio de 2011 y finalizó el 11 de septiembre de 2011, contó con 13 participantes y 11 episodios, siendo la ganadora Lígia dos Santos, el segundo lugar Luís Fernandes y el tercer lugar Sónia Carocha.

### Segunda temporada
La segunda temporada de MasterChef Portugal fue transmitida por TVI y estrenada el 8 de marzo de 2014 y finalizó el 31 de mayo de 2014, contó con 15 participantes y 13 episodios, siendo la ganadora Rita Eloi Neto, el segundo lugar Sónia Pontes y el tercer lugar Leonor Godinho.

### Tercera temporada
La tercera temporada de MasterChef Portugal fue transmitida por TVI y estrenada el 28 de febrero de 2015  y finalizó el 6 de junio de 2015, contó con 15 participantes y 15 episodios, siendo le ganador Manuel, el segundo lugar Ann-Kristin y el tercer lugar Pedro.

### Primera temporada Junior
La primera temporada junior de MasterChef Portugal será transmitida por TVI y estrenada en 2015.